# Brian Davison
Brian Davison (Leicester, 25 maggio 1942 – Bideford, 15 aprile 2008) è stato un batterista britannico.
La sua fama è legata principalmente al gruppo di rock psichedelico e progressivo The Nice e al trio Refugee.

## Biografia
Davison nacque a Leicester, dove la famiglia era temporaneamente sfollata a seguito dei bombardamenti su Londra del 1942, ma a partire dal dopoguerra crebbe e si formò nella capitale inglese. Ebbe in regalo la prima batteria dallo zio George, jazzista, e si formò ascoltando fra l'altro dischi di Max Roach. Come batterista, mosse i primi passi in gruppi di skiffle dell'area londinese. Dopo aver abbandonato la scuola, incominciò a lavorare come fattorino per l'Evening Standard e, nel tempo libero, a suonare regolarmente in un gruppo chiamato The Rocker Shakes.
Nel 1964 si unì ai Mark Leeman Five con i quali incise un album e alcuni 45 giri, tra cui Portland Town / Gotta Get Myself Together (1965) prodotto da Manfred Mann; la band si sciolse nel luglio del 1965, a seguito della morte del bandleader Mark Leeman. Tra il 1965 e i 1967 Davison suonò occasionalmente in vari gruppi tra cui The Attack, una formazione di freakbeat nelle cui file militava anche Davy O'List, futuro chitarrista di The Nice.
Proprio in The Nice, Davison entrò nell'agosto 1967 – al posto di Ian Hague – e vi rimase fino al loro scioglimento avvenuto nel marzo 1970, registrando materiale per cinque album, svolgendo un'attività concertistica quasi incessante e partecipando a numerose sessioni radiofoniche.

Subito dopo la fine di The Nice, Davison unì le forze con l'ex cantante degli Skip Bifferty, il polistrumentista e cantautore Graham Bell, dando vita al gruppo Brian Davison's Every Which Way che nel 1970 incise l'omonimo album da lui stesso prodotto, senza però ottenere riscontri di vendite significativi; la band si sciolse prima ancora di riuscire a debuttare dal vivo, a causa di divergenze artistiche tra i due autori emerse già durante le registrazioni. Fu questa l'unica esperienza di Davison nei ruoli aggiunti di produttore e bandleader, per i quali riconobbe di non essere tagliato.
Nel 1973 il batterista suonò sull'album Lifemask di Roy Harper, quindi alla fine dell'anno ritrovò l'ex bassista e cantante di The Nice Lee Jackson nei Refugee, insieme al tastierista svizzero Patrick Moraz. Il trio rimase attivo per otto mesi, il tempo di realizzare un album e tenere concerti in patria, dopodiché nell'agosto del 1974 Moraz – autore di tutta la musica del gruppo – se ne andò per unirsi agli Yes.
Dopo una tournée insieme ai Gong, interrotta in anticipo per l'abbandono del frontman Daevid Allen, nel 1975 Davison si ritirò dalle scene e – complice anche la contestuale crisi del suo matrimonio – per un lungo periodo scivolò nell'alcolismo. Nel 1988 aderì ad Alcolisti Anonimi e, una volta sconfitta la propria dipendenza, offrì consulenza telefonica per conto dell'associazione come volontario, oltre a lavorare come insegnante di musica presso il Bideford College.
Nel 2002 e nel 2003 Davison partecipò con Keith Emerson e Lee Jackson alla reunion dal vivo di The Nice, documentata nell'album Vivacitas. Morì il 15 aprile 2008, all'età di 65 anni, nella sua casa a Horns Cross nel Devon, a causa di un tumore cerebrale.

## Discografia
Con Mark Leeman Five
- 1964 – Rhythm & Blues Plus!

Con The Nice
- 1967 – The Thoughts of Emerlist Davjack
- 1968 – Ars Longa Vita Brevis
- 1969 – Nice
- 1970 – Five Bridges
- 1971 – Elegy
- 1972 – Autumn '67- Spring '68
- 2001 – The Swedish Radio Sessions
- 2002 – BBC Sessions
- 2003 – Vivacitas – Live at Glasgow 2002*
- 2006 – Fillmore East 1969

* Pubblicato a nome: "Keith Emerson and The Nice"
Con Brian Davison's Every Which Way
- 1970 – Brian Davison's Every Which Way

Con Refugee
- 1974 – Refugee
- 2007 – Live in Concert Newcastle City Hall 1974

Come turnista
- 1973 – Roy Harper – Lifemask
- 2002 – Martin John Nicholls – Out of the Blue